# Mourousis

Wappen der Mourousis

Mourousis (Mourousi, Mourousy, Mourouzi, Moruzi, Murusi) war phanariotisches Geschlecht, das den Fürstentitel führte und ausgedehnten Landbesitz in der Moldauregion und der Walachei besaß. Diese Fürstentümer unterstanden der osmanischen Oberhoheit, bevor sie nach ihrem Zusammenschluss im 19. Jahrhundert den rumänischen Staat bildeten.
Fürst Constantin Mourousis (1730–1787) war Gospodar (Fürst) von Moldau, sein Sohn Alexandru Mourousis (1750–1816) wurde 1792 Thronherr des Fürstentums Moldau  und ein Jahr später des Fürstentums Walachei.
Die Familie stellte eine Reihe von führenden rumänischen Diplomaten, Hof-Würdenträgern und Staatsbeamten. So war die serbische Königin Nathalie (geb. Keschko), Gemahlin von Milan Obrenovic, dem ersten König von Serbien, von mütterlicher Seite her eine Verwandte der Mourousis, auf deren Güter sie sich nach ihrer Verstoßung vorübergehend zurückzog.

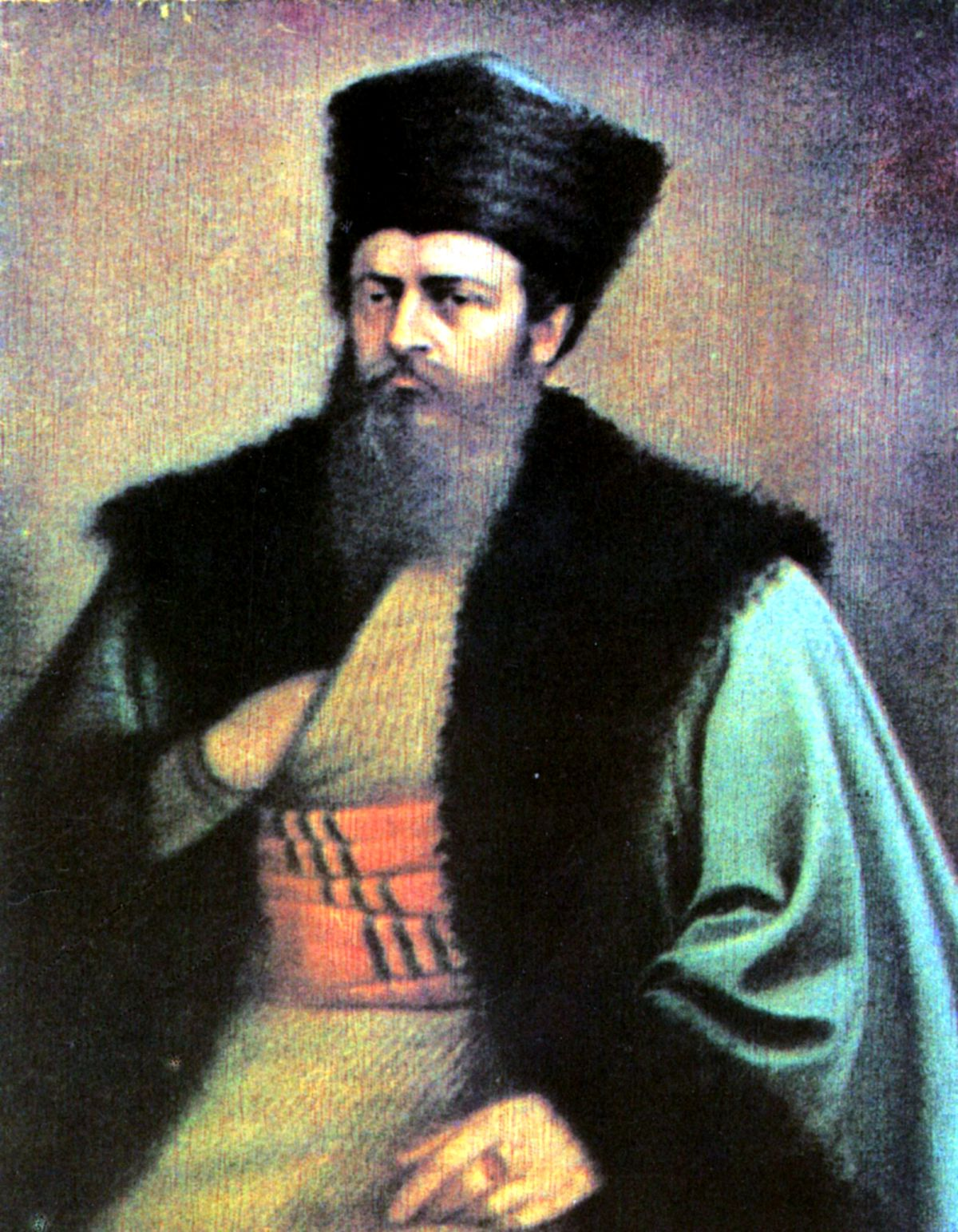
Constantin Mourousis (1730–1787), Gospodar von Moldau
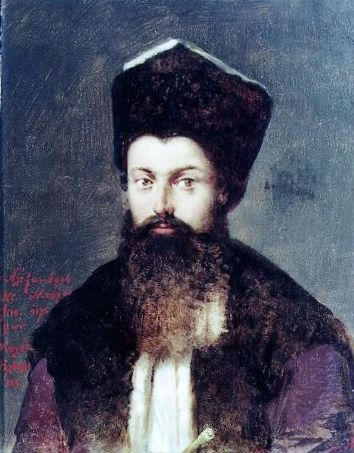
Alexander Mourousis (1750–1816), Fürst von Moldau und der Walachei